# Diversity
Diversity é um grupo de dança de rua formado em 2007 na cidade de Londres, Inglaterra. Eles são mais conhecidos por ganharem a 3ª temporada do Britain's Got Talent em 2009, batendo a finalista, Susan Boyle, na final ao vivo. A trupe é composta por três grupos de irmãos e quatro de seus amigos, que residiam em Londres (Leytonstone e Dagenham) e Essex (Basildon). Na época em que eles apareceram no Britain's Got Talent, alguns ainda estavam na escola ou na universidade, enquanto outros tinham empregos próprios.
O grupo, com idade entre 21 e 33 anos, é liderado pelo coreógrafo Ashley Banjo e composto por: Jordan Banjo, Sam Craske, Mitchell Craske, Perri Kiely, Warren Russell e Terry Smith. Os membros fundadores Ashton Russell, Ian McNaughton, Jamie McNaughton, Matthew McNaughton e Ike Chuks deixaram o Diversity. Atualmente é administrado por Danielle Banjo, a mãe de Ashley e Jordan e com sede no estúdio Dancework. Em 28 de julho de 2017, foi anunciado que o ex-membro Robert Anker morreu após um acidente de carro no Canadá.

## História

### Formação e carreira inicial
Antes do Diversity, a maioria do grupo pertencia a Swift Moves ou Swift Moves Juniors. O grupo se formou em 2007, embora ocorresse algumas mudanças entre 2007 e 2009 com Perri Kiely e Ike Chuks juntando-se ao grupo, enquanto Robert Anker e Ashton Russell não participaram do Britain's Got Talent. Eles ganharam a competição Street Dance Weekend, em 2007. No momento em que eles se apresentaram na competição de 2008, o grupo consistia em três grupos de irmãos e quatro de seus amigos residentes no leste de Londres (Leytonstone e Dagenham) e Essex (Basildon). Alguns ainda estavam na escola ou na universidade, enquanto outros tinham empregos próprios. O grupo consistiu na líder e coreógrafo Ashley Banjo e nos seguintes membros: Robert Anker, Jordan Banjo, Sam Craske, Mitchell Craske, Warren Russell, Ashton Russell, Perri Kiely, Ike Chuks, Terry Smith, Ian McNaughton, Jamie McNaughton e Matthew McNaughton. Ashton Russell desempenhou o papel de Michael Jackson no musical Thriller - Live.

### Britain's Got Talent
Em 2009, a Diversity realizou uma audição em Londres para a terceira temporada de Britain's Got Talent. A jurada Amanda Holden disse: "Quando penso ter visto tudo, vocês viaram". Eles receberam o "sim" de Holden, Piers Morgan e Simon Cowell, e eventualmente progrediram para as semifinais ao vivo, onde abriram o primeiro show em 24 de maio. Após a sua apresentação, eles receberam uma ovação da plateia e os jurados, que apelidaram o seus desempenhos como "fantásticos". Mais tarde naquela noite, eles estavam no top 3 com os cantores Natalie Okri e Susan Boyle. Boyle recebeu a maioria dos votos e foi direto para a final ao vivo, o que significa que os juízes escolheriam entre Okri e Diversity para o segundo lugar na final. Morgan e Cowell votaram a favor da Diversity – Morgan acredita que o grupo teve uma melhor chance de ganhar o show e Cowell admitiu que ele era "um grande fã" da Diversity.
Após o desempenho na final, Holden disse que achava que Diversity tinha "tirado Flawless da água", enquanto Cowell disse que "se eu tivesse que dar notas sobre isso, essa seria a única apresentação que eu daria 10." No entanto, Morgan pensou que Flawless "apenas superou [Diversity]". Eles terminaram no top 3 novamente, assim como Boyle, junto com o saxofonista Julian Smith. Em um resultado chocante, diante de um público recorde de 17,3 milhões de telespectadores, Diversity foram anunciados como os vencedores, apesar de Boyle ser claramente favorita a vencer.

### TurnêBGT
Depois de ganhar o reality show, o grupo Diversity apareceu nos noticiários da televisão americana The Today Show e Larry King Live para falarem sobre seus planos futuros. Eles também participaram do Britain's Got Talent – The Live Tour em junho e julho de 2009. O Diversity também se tornou patrono da Dance Aid organizada pela UK Registered Charity. Eles se apresentaram no Festival Wireless no parque Hyde, Londres, em 5 de julho, e apareceram no T4 on the Beach em 19 de julho em Weston-super-Mare.
Em 31 de agosto, a trupe se apresentou no Winter Gardens de Blackpool, em um tributo a Michael Jackson, ao lado de George Sampson e Aidan Davis. Esta performance foi no mesmo fim de semana que ocorreu o Campeonato Mundial de Dança de rua. Eles se apresentaram em Londres para lançamento do canal Disney XD. Eles também se apresentaram no 10 Downing Street, na frente do primeiro-ministro Gordon Brown, no qual Perri escorregou e caiu depois de tentar um back-flip. Ele não sofreu nenhum ferimento grave. O Diversity também apareceu no clipe de Gracious K, "Migraine Skank", junto com o grupo de dança Flawless. Em janeiro de 2010, Ashley Banjo apareceu como jurado do Got to Dance no Sky1, ao lado de Adam Garcia e Kimberly Wyatt. O grupo ligou as luzes de Natal do centro comercial Chapelfield, em Norwich, em 5 de novembro, depois no Meadowhall, em Sheffield, em 6 de novembro e depois em Watford, em 12 de novembro.
Em 11 de novembro, os membros do Diversity passaram várias horas autografando e posando para fotos com milhares de fãs no shopping The Galleria, em Hatfield, Hertfordshire. Depois, eles organizaram uma cerimônia de premiação e realizaram passos de dança de Michael Jackson. Eles realizaram outro tributo a Michael Jackson na cerimônia de premiação da MOBO. O grupo deu início ao Natal de Lakeside em 1 de novembro, onde levaram dois membros do público para uma dança. Houve uma competição realizada em novembro e cem pessoas ganharam um encontro com a Diversity em 19 de novembro no The Glades em Bromley. Em 7 de dezembro, a trupe se apresentou no Royal Variety Performance, hospedado em Blackpool e exibido na ITV em todo o Reino Unido em 16 de dezembro. No programa Got to Dance Warm Up, eles apresentaram seu FlashMob do shopping Westfield, patrocinado pela T-Mobile.

### TurnêDiversity
O Diversity promoveu a dança de rua com o Change4Life em janeiro, como um meio de tornar as crianças e famílias mais ativas. As primeiras datas da turnê de primavera da Diversity esgotaram em 24 horas, o que levou a novas datas serem anunciadas, sendo a primeira no teatro Apollo em 27 de março. A turnê gira em torno de brinquedos "ganhando vida". A Diversity é o brinquedo principal como "Diversitoys", o grupo de dança Suga-Free como "os bonecos", Aidan Davis como "Bionic Boy" e outros. Devido à demanda, o grupo trouxe de volta sua turnê em dezembro com um toque especial de Natal: "Diversitoys Christmas Special" (em português: "Diversitoys Especial de Natal"). Parte da turnê foi mais tarde exibida na TV no programa Diversity Live: The Diversitoys Tour.
O grupo se uniu à varejista nacional The Range para um comercial exibido em abril e maio, com o slogan "Se você gosta da Diversity, vai amar a The Range". Eles também apareceram em anúncios de comida. A Diversity apareceu no filme britânico StreetDance 3D, lançado em 21 de maio de 2010, no qual eles estrelaram ao lado dos finalistas do Britain's Got Talent 2009, Flawless, e do vencedor de 2008, George Sampson. Eles lançaram seu próprio DVD chamado Diversity Dance Fitness Fusion em novembro de 2010.

### 2011–2012: TurnêDigitized
Ashton Russell juntou-se novamente a Diversity. Em julho e agosto, Mitchell Craske, Perri Kiely e Ashton Russell, juntamente com o colega de estúdio Dancework, Nathan Ramsey, participaram do Born to Shine. Em cada episódio, dois dos quatro se apresentavam.
O grupo fez uma série de performances na TV, incluindo no Britain's Got Talent, Got to Dance, Born To Shine e Red ou Black?. Eles também filmaram a primeira temporada do documentário Ashley Banjo's Secret Street Crew. Em setembro eles apoiaram a instituição de caridade Railway Children, produzindo um filme para eles e também uma competição onde os vencedores se encontrariam com o grupo em sua próxima turnê.
Em outubro, o grupo se apresentou no Michael Forever - The Tribute Concert. A primeira temporada de Ashley Banjo's Secret Street Crew foi exibida. No programa os membros da Diversity se revezaram para ajudar Ash a ensinar pequenos grupos a uma dança de rua. O grupo também filmou a segunda temporada do programa durante o ano. A partir de março, a Diversity fez sua primeira turnê no UK Arena chamada Digitized – Trapped In The Game. Eles esgotaram a O2 Arena com uma ovação de pé da platéia. Pouco depois da turnê Digitized, Ian McNaughton, Jamie McNaughton e Matthew McNaughton deixaram o grupo. No final do ano eles trouxeram seu DVD da turnê filmada na O2 Arena.

### 2012–2014: TurnêLimitless
O Diversity estava entre os muitos portadores no revezamento da tocha olímpica de 2012 em Londres, completando sua etapa da jornada em 22 de julho de 2012. Eles se apresentaram no Royal Variety Performance 2012 com Spellbound, Stavros Flatley e Paul Potts.
O Got to Dance vai para sua quarta temporada. A quarta temporada, como a anterior, contou com a presença de membros da Diversity, Jordan e Perri, que começaram a se apresentar por conta própria, ao assumirem o papel de apresentadores de bastidores. Na primavera de 2013, a Diversity passou 2 meses em Stockton-on-Tees ensinando grandes grupos de pessoas a dançar para o programa Ashley Banjo's Big Town Dance. A segunda temporada de Ashley Banjo's Secret Street Crew foi ao ar no início do ano. O grupo também trabalhou na terceira temporada do programa, desde abril.
No verão de 2013, Jordan Banjo e Perri Kiely apresentaram seu próprio programa de TV, Jordan and Perri's Ultimate Block Party, onde transformaram grupos de jovens (Swim Team, Youth Club etc.) em uma companhia de dança em apenas dois dias. Na corrida até a turnê Limitless, o grupo fez uma série de apresentações, incluindo uma na Danone Nations Cup (uma competição de futebol dedicada a crianças) no Estádio de Wembley e outra no topo da O2 Arena para o Fruit Shoot Skills Awards da Nickelodeon.
O Diversity fez sua terceira turnê chamada Limitless de 30 de novembro a 16 de dezembro. Eles fizeram uma das apresentações da turnê no Got to Dance no início do ano. Em fevereiro de 2014, Perri ganhou a segunda temporada de Splash!. O novo programa da Diversity foi chamado de Ashley Banjo's Big Town Dance (sendo também chamado de The Town That Danced Again enquanto estava sendo produzido) foi ao ar pelo Sky One em janeiro e fevereiro. O programa seguiu Ashley e a Diversity enquanto passavam 2 meses tentando reunir a cidade através da dança. Foi anunciado em 17 de fevereiro que Jordan Banjo e Perri Kiely seriam os anfitriões britânicos do Nickelodeon Kids' Choice Awards. Após o anúncio, Jordan e Perri passaram uma semana em Los Angeles filmando uma série de anúncios e vídeos que a Nickelodeon mostrou em seu canal e website.
Em 1 de março, a Diversity se apresentou no Ant & Dec's Saturday Night Takeaway e anunciou que, devido à demanda do público, a turnê Limitless retornaria em novembro de 2014. O Diversity realizou uma performance com o Little Mix durante a final do Britain's Got Talent em 7 de junho. Eles já haviam tocado no Britain's Got More Talent em 29 de maio. Os membros do grupo também fizeram vários anúncios. Ash, Jordan e Perri fizeram uma série de vídeos para o Cadbury Marvelous Mix-Ups em maio. Jordan e Perri fizeram vários anúncios de brinquedos da Transformers em junho.
O Diversity apareceu no Festival Weston Super-Mare Beach em 28 de junho. Eles também apareceram no Festival Leicester Music no dia 25 e 26 de julho. O grupo participou da cerimônia de encerramento dos primeiros Jogos Invictus em 14 de setembro. Seu conjunto incluiu o corpo de bateria da banda The Royal Marines e três membros do Diversity Juniors. Os três membros da Diversity Juniors também participaram da performance da Diversity no Got to Dance, em 25 de agosto.

### TurnêExclusiveeButlins
O Diversity Live foi transmitido no dia 4 de janeiro, durante o qual o grupo falou sobre as várias danças que os inspiraram e as principais influências que os ajudaram ao longo do caminho. Em 13 de março de 2015, Warren Russell foi jurado na primeira competição de dança dos Jogos da Juventude de Balfour, em Londres. No início de 2015, foi anunciado que os membros da Diversity, Jordan e Perri, estariam reprisando seus papéis como apresentadores do Nickelodeon Kids' Choice Awards 2015. Eles novamente passaram um tempo nos Estados Unidos filmando vídeos para a Nickelodeon.
Antes de retornar ao Reino Unido, a Diversity filmou uma rotina especial para o pré-show. Durante as filmagens Ashley, Mitchell, Sam, Ike, Warren e Terry estavam todos esguios, uma forma de honra da Nickelodeon. Jordan e Perri também ficaram esbeltos quando se apresentaram e tocaram com a Diversity no primeiro Nickelodeon Slimefest 2016. Em 9 de maio de 2015, eles fizeram a abertura do VE Day 70: A Party to Remember, em Horse Guards Parade, Londres.
Durante 2015, membros da Diversity fizeram shows e participaram de aulas de dança em vários resorts durante as férias escolares. Eles subiram ao palco junto com o colega do estúdio Dancework, Nathan Ramsey, e membros da Diversity Juniors, juntamente com o baterista Kieran Gaffney. Embora não tenha sido oficialmente anunciado, Ike Chuks deixou o grupo no início de 2016. Em 2016, Ashley Banjo (ao lado de Zoe Ball) apresentou o programa Can't Touch This, da BBC. Em 3 de fevereiro de 2016, o grupo Diversity, junto com algumas crianças e funcionários do Dancework Studios, se apresentaram no Tonight at the London Palladium.
O Diversity também retornou à ITV, onde estrelou dois episódios de Who Shot Simon Cowell?, bem como uma performance especial (criada por Ashley Banjo) para celebrar 10 anos do Britain's Got Talent. Eles voltaram mais uma vez no ano novo para promover o especial Diversity Presents Steal The Show. Em 12 de novembro de 2016, Jordan Banjo foi anunciado como parte da 16ª temporada de I'm a Celebrity...Get Me Out of Here!.